# Itjnjanskyj Nationalpark
Itjnjanskyj Nationalpark ( ukrainsk: Ічнянський національний природний парк) er en nationalpark i Ukraine, der dækker et skovsteppe terræn i Uday-bassinet, omkring 120 km nordøst for Kiev. Parken ligger administrativt i Pryluki rajon i Tjernihiv oblast. 

## Topografi
Parken er i den lokale region kendt som Dnepr lavlandet, i floddalene ved Uday-floden og Ichenka-floden. Terrænet er relativt fladt med talrige søer, damme og bugtende vandløb. Byen Ichyna ligger i det nordøstlige hjørne af parken.

## Klima og økoregion
Den officielle klimabetegnelse for Ichnia-området er efter Köppen klimaklassificering (Dfb) fugtigt kontinentalt klima (undergruppen varm sommer). Dette klima er kendetegnet ved store temperatursvingninger, både dagligt og sæsonmæssigt, med milde somre og kolde, snedækkede vintre. Gennemsnitstemperaturen i januar er -7 oC , og i juli er den 19 oC. Den gennemsnitlige årlige nedbør er 556 mm, hvoraf 70 % falder i de varme måneder.
Itjnjanskyj ligger i økoregionen østeuropæiske skovsteppe, et bånd af kludetæppeskove og græsarealer, der strækker sig fra Ukraine til de sydlige Uralbjerge i øst. 

## Flora og fauna
Området er skovsteppe, med mange vådområder på grund af det flade terræn og forbindende floder.  Primær skovtype er eg-avnbøg i vest og eg-fyr på flodernes terrasser. Der er skovmoser i Uday-dalen og bifloder.

## Offentlig brug
Der er to store udflugtsruter gennem parken. Et lille hotel er tilgængeligt for besøgende og udlejning af turistudstyr.  Lokalbefolkningen bruger parken til at samle bær og svampe; der er ingen barrierer på de interne veje.